# 一谷伸江
一谷 伸江（いちたに のぶえ、1945年〈昭和20年〉8月6日 - ）は、日本の女優、タレント、声優。本名は吉沼伸江。中華民国北京市出身。

## 来歴・人物
兄は舞台監督の一谷俊彦。
桜の聖母学院高等学校卒業。
テレビタレントセンターを経て、1967年「11PM」のアシスタントでデビューする。
その後は司会、リポーター、テレビドラマなどで活躍する。

## 出演

### 映画
- ジャックと豆の木（1974年、グループ・タック）
- 三億円をつかまえろ（1975年、松竹大船）
- こちら葛飾区亀有公園前派出所（1977年、東映）
- 先生のつうしんぼ（1977年、日活児童映画）
- 桃尻娘 ピンク・ヒップ・ガール（1978年、日活）
- 桃尻娘 ラブアタック（1979年、にっかつ）
- トルコ行進曲 夢の城（1984年、にっかつ）

### テレビドラマ
- 青空にとび出せ! 第8話「ハプニング・ホリデー」（1969年、TBS）
- セブンティーン -17才-（1969年、日本テレビ）
- 恋愛術入門 第13話「恋愛泥棒」（1971年、TBS）
- 怪人二十面相 第10話「逃すな! 怪人二十面相」（1977年、フジテレビ）
- 熱中時代 第2シリーズ （NTV） - 母親
  - 第2話「二年三組とかわいそうな象」（1980年）
  - 第10話「父母参観日とアフリカのらーめん」（1980年）
  - 第37話「熱中先生 重大な決意」（1981年）
- 新五捕物帳（1981年 - 1982年、日本テレビ） - お品
- 俺はおまわり君 （日本テレビ）
  - 第2話「わからない、女心は」（1981年）
  - 第4話「だましだまされ、男と女は……」（1981年）
- 土曜ワイド劇場 （テレビ朝日）
  - 「女弁護士 朝吹里矢子5・華やかな狙撃者」（1981年）
  - 「松本清張の葦の浮船」（1984年）
  - 「テニススクール 女たちの華麗な斗い」（1989年）
  - 「おんな秘密調査員 立花江梨子」（1992年） - 吉川さえ
- 野々村病院物語II（1982年 - 1983年、TBS） - 桜間徳江
- 痛快あばれはっちゃく（1983年 - 1985年、テレビ朝日） - 飯田房江
- 大奥 第13話「子連れ将軍と五人の女」（1983年、関西テレビ） - お鯛
- 月曜ワイド劇場 （テレビ朝日）
  - 「社宅家族」（1983年）
  - 「妻は夫に何を与えたか」（1984年）
  - 「妻はなぜ反乱したか」（1986年）
- 風の中のあいつ（1984年、日本テレビ） - 川田道子
- ママ、大変だァ!（1985年、テレビ朝日） - 川崎良枝
- 親にはナイショで…（1986年、TBS） - 村山千代
- ラストダンス（1990年、東海テレビ）
- ひらり（1992年、NHK） - 春子
- ホテルドクター 第8話「娘が誘拐された!!」（1993年、朝日放送）
- 闇を斬る!大江戸犯科帳 第4話「風花に泣く女」（1993年、日本テレビ） - おちか
- お助け同心が行く! 第11話「嘘つき男の涙」（1993年、テレビ東京）
- 月曜ドラマスペシャル （TBS）
  - 「早乙女千春の添乗報告書2・青森湯けむりツアー殺人事件」（1996年）
  - 「早乙女千春の添乗報告書6・湯布院湯けむりツアー殺人事件」（1998年）
- 月曜ゴールデン （TBS）
  - 「ご近所探偵・五月野さつき2・殺意の同窓会」（2007年）

### テレビアニメ
- ちびっ子怪獣ヤダモン（1967年 - 1968年、フジテレビ） - チョメ子
- いたずら天使チッポちゃん（1970年、フジテレビ） - チッポちゃん

### その他の番組
- お昼のクイズ・バッチリ当てよう!（NET）
- 全員出動おじゃましま〜す!（テレビ朝日）
- 独占!女の60分（テレビ朝日）
- 女のひろば（テレビ朝日）[2]
- 大橋巨泉のポップスNOW（文化放送）

ほか多数

### 舞台
- 浅草の女（1981年8月）[2]
- 笑う奴ほどよく眠る
- おかしな二人女性版
- お隣の人々
- 小櫻劇団「涙の花道ゆすらうめ」（2006年6月、東京芸術劇場）
- 「お母さん、ありがとう。〜路傍のダリアより〜」（2006年12月、きゅりあん）
- スガナレル（2007年10月、シアター1010）
- 小櫻劇団「もぐら先生と紙風船」（2008年8月、文京シビックホール）
- パン・プランニング「セレブ気どり」（2009年5月、あうるすぽっと）
- パン・プランニング「丹波屋喧嘩物語」（2009年12月、シアター1010） - スナックママ 役
- パン・プランニング「インスタントドクター」（2010年6月、シアター1010） - ジェロント 役
- 小櫻京子劇団 第39回公演「縁は異なもの味なもの」（2010年7月、東京芸術劇場）
- パン・プランニング「歓喜の歌-よろこびのうた-」（2010年11月、前進座劇場） - 塩尻タキ 役
- パン・プランニング「ComedyShow OH!MY GOD!」（2010年12月、銀座みゆき館劇場）
- パン・プランニング「見えない人たち」（2011年3月、）
- 小櫻京子劇団 第40回公演「人情喜劇 シューマイが知っていた」（2011年6月、あうるすぽっと）
- パン・プランニング「ブルースな日々 夢に向かって♪」（2011年6月、銀座みゆき館劇場） - おかみ 役
- パン・プランニング「ダンスレボリューション」（2012年8月、銀座みゆき館劇場） - 祖母 役
- SAKIMORI（2023）清水よし子出演　原作：石蔵拓

他、多数